# Изабелла Хантингдонская
Изабелла Хантингдонская (англ. Isobel of Huntingdon; около 1199 — 1251) — шотландская аристократа, дочь шотландского принца Давида, графа Хантингдон от брака с Матильдой Честерской. Была замужем за Робертом IV Брюсом, лордом Аннандейла; благодаря этому браку их потомки после угасания Данкельдской династии претендовали на шотландский трон, который в итоге в 1306 году получил её правнук Роберт VI Брюс, ставший королём Шотландии под именем Роберта I.

## Происхождение
Изабелла происходила из Данкельдской династии, которая правила Шотландией с XI века. Её отцом был англо-шотландский магнат Давид (1152 — 1219), граф Хантингдон и лорд Гариоха, один из сыновей шотландского принца Генриха, младший брат шотландских королей Малькольма IV и Вильгельма I Льва. У Давида были владения как в Англии, так и в Шотландии, и он играл заметную политическую роль в обоих королевствах. Также он достаточно выгодно женился на Матильде, сестре графа Честера Ранульфа де Блондевиля. В этом браке родилось трое сыновей и четыре дочери. Именно потомки дочерей Давида Хантингдонского после прекращения в конце XIII века Данкельдской династии претендовали на шотландский престол.

## Биография
Изабелла была второй из четырёх дочерей Давида Хантингдонского и Матильды Честерской. Она родилась около 1199 года. Отец Изабеллы умер в 1219 году, но ещё при его жизни она была выдана замуж за англо-шотландского барона Роберта (IV) Брюса, 4-го лорда Аннандейла.
Её муж умер между 1226 и 1230 годами, а опекуном её малолетнего сына Роберта (V) стал его дальний родственник Питер де Брюс, барон Скелтона.
В 1237 году умер бездетный брат Изабеллы, Джон, граф Честер. Его наследницами были Изабелла и её сёстры, однако английский король Генрих III посчитал иначе и присоединил графства Честер и Хантингдон к короне. Изабелла, как и её сестры, подала прошение в суд, пытаясь получить причитающееся ей наследство. В результате разбирательств 16 октября 1241 король согласился выделить ей в качестве компенсации за Честер поместья Хатфилд и Риттл в Эссексе и половину сотни в Харлоу. Кроме того, она получила поместья Коннингтон в Хантингдоне и Экстон в Ратленде.
Изабелла умерла в 1251 году и была похоронена в аббатстве Сотри.

## Брак и дети
Муж: до 1219 года Роберт (IV) Брюс (умер в 1226/1230), 4-й лорд Аннандейл с 1211/1212. Дети:
- Роберт (V) де Брюс (около 1220 — 31 марта 1295), 5-й лорд Аннандейл с 1226/1233[2][6].
- (?) Бернард Брюс[2].

Ещё одним сыном Роберта мог быть Уильям де Брюс, который в 1259 году засвидетельствовал хартию Роберта V, однако не исключено, что он был сыном Уильяма, младшего брата Роберта IV.
В некоторых источниках указывалось, что в этом браке родилась также дочь Беатрис, которая была замужем за Хью де Невиллом, однако её отцом в действительности был Роберт де Брайвис.